# Isabel Torterola
Isabel Antonia Torterola de Roselli fue una docente y política argentina del Partido Peronista Femenino. Fue elegida a la Cámara de Diputados de la Nación Argentina en 1951, integrando el primer grupo de mujeres legisladoras en Argentina con la aplicación de la Ley 13.010 de sufragio femenino. Representó al pueblo de la provincia de Santa Fe entre 1952 y 1955.

## Biografía
Residente de la ciudad de Reconquista, en el norte de la provincia de Santa Fe, ejerció como docente durante 32 años. Llegó a ser rectora de la Escuela Normal Nº 3. Paralelo a su actividad, desde 1946 militó en el peronismo.
En las elecciones legislativas de 1951 fue candidata del Partido Peronista en la 1.° circunscripción de la provincia de Santa Fe, siendo una de las 26 mujeres elegidas a la Cámara de Diputados de la Nación Argentina. Fue una de las tres mujeres elegidas en dicha provincia, junto a Josefa Biondi y Josefa Brigada. Asumió el 25 de abril de 1952. Integró la comisión de Peticiones, Poderes y Reglamento. Finalizó su mandato en 1955.
En 2001 fue distinguida «a la perseverancia, respetabilidad y obra» post mortem por el diario El Litoral, en el cincuentenario de las elecciones de 1951. En 2002 se le colocó su nombre a una calle de Reconquista.